# Prémont
Prémont település Franciaországban, Aisne megyében. Lakosainak száma 686 fő (2022. január 1.). Prémont Beaurevoir, Becquigny, Bohain-en-Vermandois, Brancourt-le-Grand, Serain, Busigny, Élincourt és Maretz községekkel határos.

## Népesség
A település népességének változása:
| Lakosok száma | 750  | 701  | 675  | 718  | 735  | 714  | 700  | 694  | 691  | 686  |
|               | 1968 | 1982 | 1990 | 2006 | 2013 | 2015 | 2017 | 2019 | 2020 | 2022 |